# Acrotomodes borumata
Acrotomodes borumata es una especie de polilla perteneciente a la familia Geometridae, descrita por primera vez por el entomólogo estadounidense William Schaus en 1901 con distribución en Venezuela.

## Descripción
Es una polilla pequeña, con una envergadura de 25 milímetros (1 plg), color marrón violáceo oscuro, con algunas motas grises dispersas. Cuenta con líneas más oscuras, finas, onduladas y paralelas. Por debajo, es de color marrón rojizo oscuro, con algunas estrías negruzcas.